# В'ятський
В'ятський (рос. Вятский) — селище у Верхньоуральському районі Челябінської області Російської Федерації.
Входить до складу муніципального утворення Степне сільське поселення. Населення становить 201 особу (2010).

## Історія
Від 4 листопада 1926 року належить до Верхньоуральського району Челябінської області.
Згідно із законом від 24 червня 2004 року органом місцевого самоврядування є Степне сільське поселення.

## Населення
| 2002 | 2010 |
| ---- | ---- |
| 240  | ↘201 |